# Bangor RFC
Il Bangor Rugby Football Club è una squadra gallese di rugby a 15 della città di Bangor. Fu fondato nel 1876 e attualmente partecipa alla WRU Division Five North, la sesta serie gallese.

## Storia
Il Bangor fu fondato nel 1876 e aveva tra le proprie file anche tre giocatori che avrebbero giocato nella nazionale: Hugh Vincent, Charles Allen and Godfrey Derbishire. Nel 1881 i rappresentanti del club erano presenti al Castle Hotel di Neath quando, con altri dieci squadre, fu fondata la Welsh Rugby Union. Nello stesso anno Godfrey Derbishire giocò la prima partita in assoluto della nazionale gallese.
Dopo lo scoppio della prima guerra mondiale il rugby in Galles cessò di essere giocato e il Bangor RFC fu sciolto. Sebbene si tornò a giocare a questo sport subito dopo la fine della guerra, il Bangor fu rifondato solo nel 1929.

## Giocatori noti
- Godfrey Darbishire (1 cap)[3]
- Charles Allen (2 cap)